# Gnathodolus bidens
Gnathodolus bidens är en fiskart som beskrevs av Myers 1927. Gnathodolus bidens ingår i släktet Gnathodolus och familjen Anostomidae. Inga underarter finns listade i Catalogue of Life.